# I fichissimi
I fichissimi è un film del 1981, diretto da Carlo Vanzina.

## Trama
Milano. Romeo e Felice sono a capo di due bande rivali, che si sbeffeggiano di continuo. Romeo lavora con l'amico Renato in un garage, dove l'avvocato Colombo lascia spesso in custodia la sua Ferrari; Felice fa le consegne per un fruttivendolo a bordo di un'Ape.
Un giorno Romeo conosce Giulietta in metropolitana. La ragazza fa la cassiera in un bar ed è la sorella di Felice, ma questo Romeo lo scopre solo dopo, quando Felice, a una festa mascherata scopre la tresca e scoppia il pandemonio. Romeo ha un incidente con la Ferrari, presa di nascosto all'avvocato Colombo, e finisce in prigione per una tentata rapina fatta per poter pagare i danni, mentre Felice cerca di far sposare la sorella con Walter, il ricco proprietario del bar dove lei lavora.
È proprio l'avvocato Colombo a togliere dai guai Romeo durante il processo: Romeo può così precipitarsi in chiesa per impedire il matrimonio della sua amata. I due fanno finalmente pace e si sposano.

## Produzione
Il film è ambientato a Milano, tuttavia alcune scene sono state girate a Roma. In particolare il girato ambientato in casa di Felice e altre scene sono state girate al quartiere Laurentino 38, che all'epoca del film era appena stato finito di costruire.

## Curiosità
La scena in cui Romeo irrompe in chiesa al matrimonio di Giulietta e la porta via è una citazione della scena finale de Il laureato.

## Distribuzione
La pellicola è stata distribuita nelle sale cinematografiche italiane il 3 dicembre 1981.

## Accoglienza
Costata solamente 470 milioni di lire ebbe un incasso di circa 9 miliardi, classificandosi al 10º posto tra i primi 100 film della stagione cinematografica italiana 1981-1982.